# Etihad Towers
Etihad Towers – kompleks pięciu budynków w Abu Zabi, stolicy Zjednoczonych Emiratów Arabskich; wieżowce o oryginalnej architekturze zostały wybudowane przez firmę Grocon.
W 2011 kompleks znalazł się na 3. miejscu Emporis Skyscraper Award, najbardziej prestiżowej nagrody architektonicznej przyznawanej dla trzech najbardziej unikatowych, funkcjonalnych oraz estetycznych wieżowców w danym roku kalendarzowym.

## Historia budowy
Wieże znajdują się naprzeciwko hotelu Emirates Palace i są wyposażone w biura, apartamenty i hotel. Szacowany koszt budowy wyniósł 2,5 miliarda dirhamów. Wieże nr 2 i nr 5 zostały ukończone w listopadzie 2010 roku.
Rok później, w listopadzie 2011, w wieży nr 1 został otwarty hotel Jumeirah w Etihad Towers, który należy do Jumeirah Group. W 2012 roku w hotelu otwarto restaurację hotelową Tori No Su. Sąsiednia wieża nr 2 jest (od grudnia 2012) najwyższym budynkiem na wyspie Abu Zabi i drugim co do wielkości budynkiem w Abu Zabi po Sky Tower położonym na wyspie Al Reem. Wieża nr 2 ma taras widokowy na 75. piętrze, do którego można dostać się z hotelu przez dolny poziom specjalnego podium.

## Wysokość wież
Wieże, wchodzące w skład kompleksu, mają różną liczbę pięter i wysokość:
- Wieża nr 1: 69 pięter, 277 m.
- Wieża nr 2: 74 pięter, 305 m.
- Wieża nr 3: 54 pięter, 260 m.
- Wieża nr 4: 61 pięter, 234 m.
- Wieża nr 5: 55 pięter, 218 m.

## Plan filmowy
Wieże zostały wykorzystane jako plan zdjęciowy do filmu z 2015 Szybcy i wściekli 7.
W filmie Dominic Toretto (Vin Diesel) i Brian O’Conner (Paul Walker) kradną drogi (wart ok. 3,4 mln dolarów) samochód unikalnej limitowanej tylko do 7 sztuk marki Lykan HyperSport i przejeżdżają nim przez trzy wieże Etihad Towers.

## Galeria

Kompleks Etihad Towers
Hotel Emirates Palace na tle Etihad Towers
Hotel Emirates Palace na tle Etihad Towers w nocy
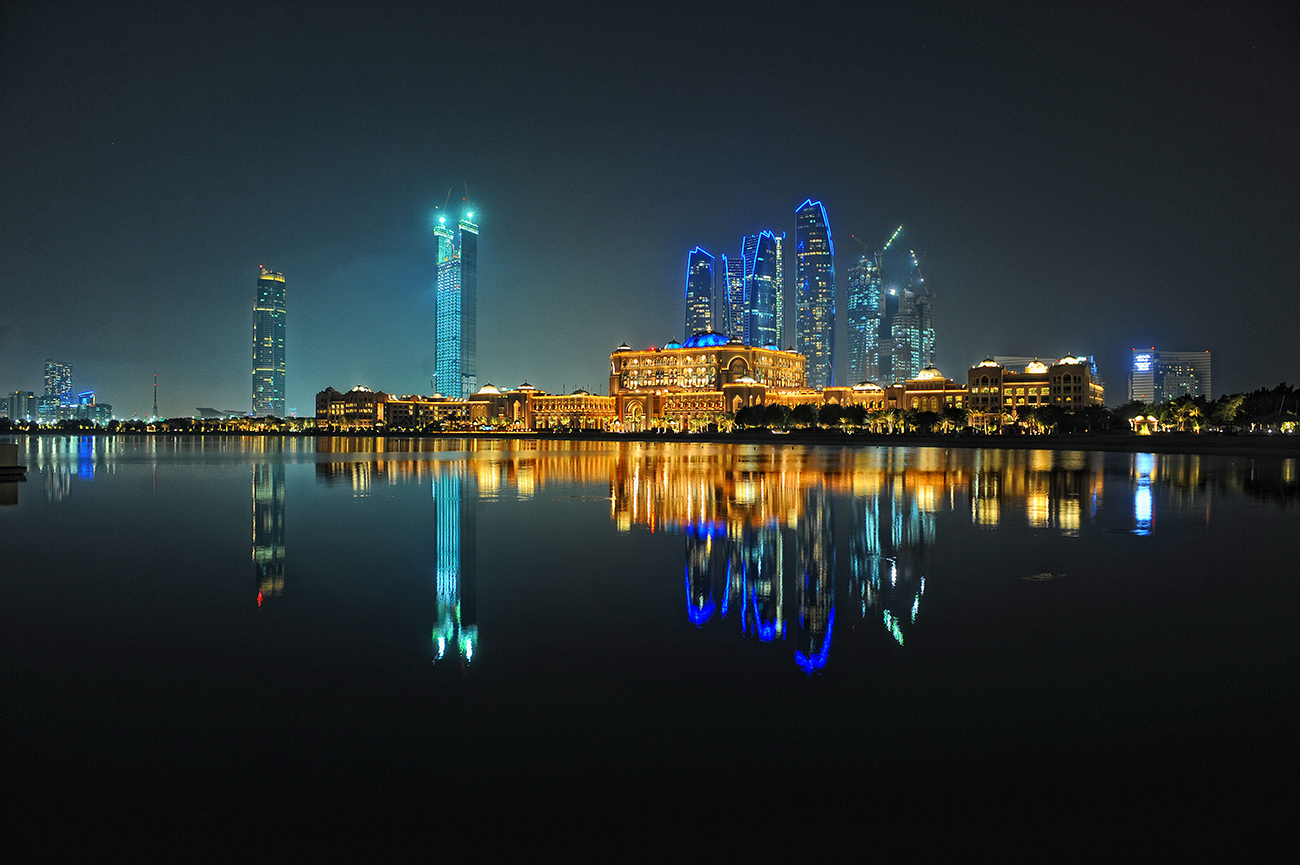
Panorama Abu Zabi nocą; po lewej: Etihad Towers.